# Elsker, elsker ikke (film fra 2002)
 For alternative betydninger, se Elsker, elsker ikke. (Se også artikler, som begynder med Elsker, elsker ikke)
Elsker, elsker ikke (originaltitel: À la folie... pas du tout) er en fransk film fra 2002 med Audrey Tautou i hovedrollen.

## Handling
Angelique, en ung kunststuderende, er forelsket i en gift læge. Hun forsøger at få ham til at forlade hans gravide kone, men han dukker ikke op når de skulle mødes og tager ikke med på rejsen til Firenze. I anden del af filmen ser man historie fra lægens synsvinkel – og han ser ikke tingene på helt samme måde.

## Medvirkende
- Audrey Tautou – Angélique, kunststuderende
- Samuel Le Bihan – Loïc, hjertekirurg
- Isabelle Carré – Rachel, Loïcs kone
- Clément Sibony – David, medicinstudent
- Sophie Guillemin – Héloïse, Angéliques arbejdskammerat